# 都城志布志道路

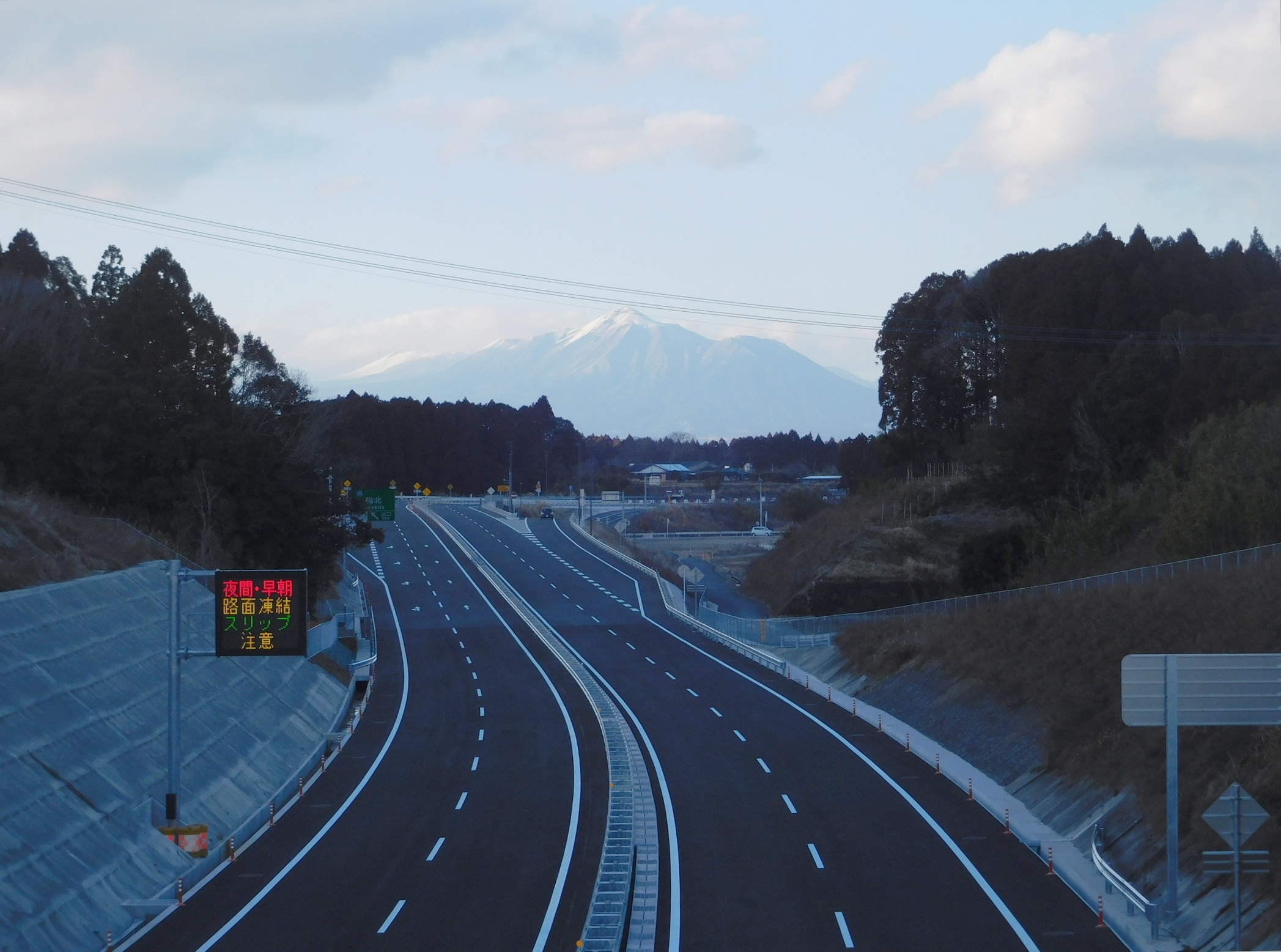
梅北IC付近（宮崎県都城市）

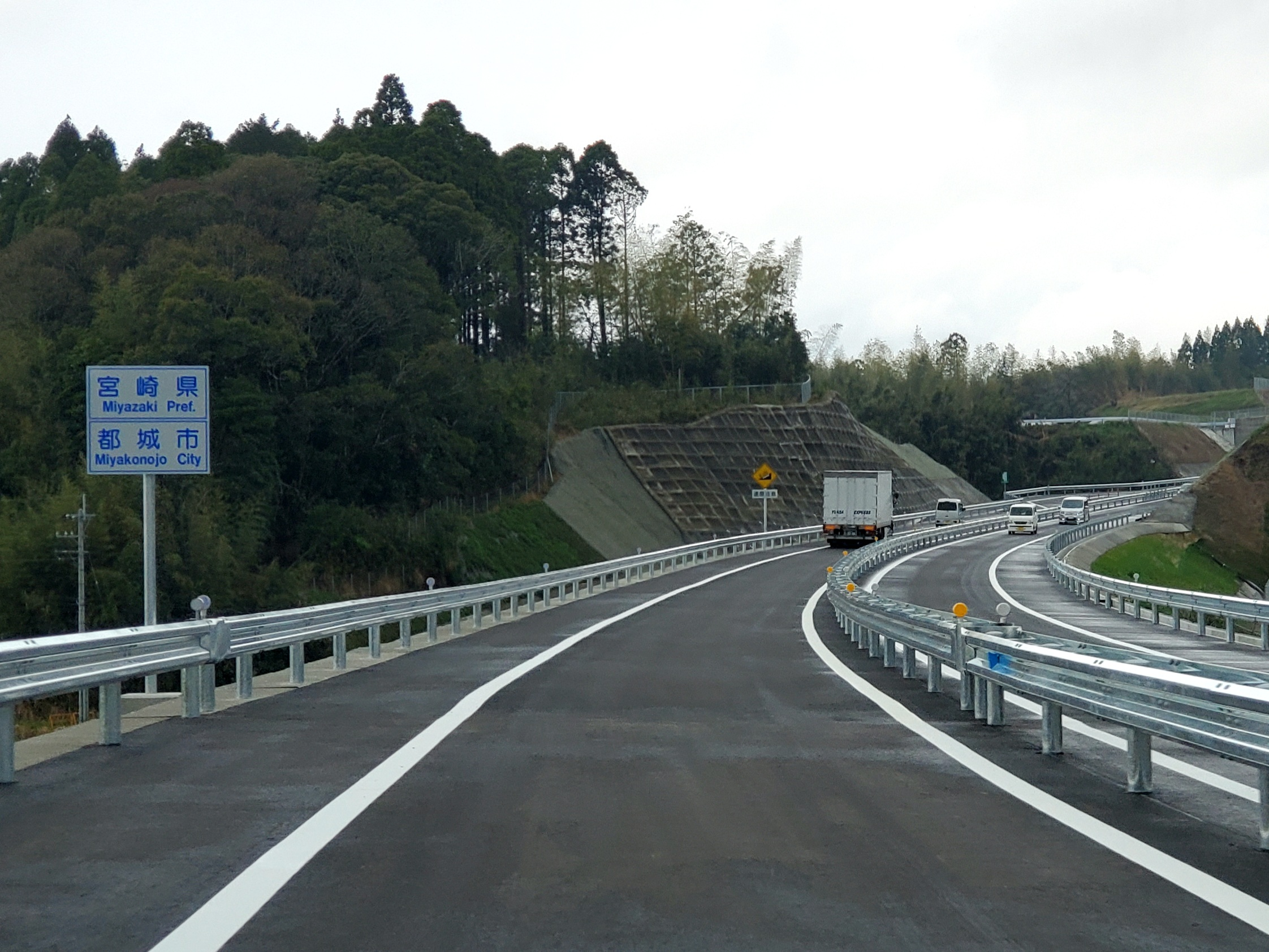
宮崎県・鹿児島県境

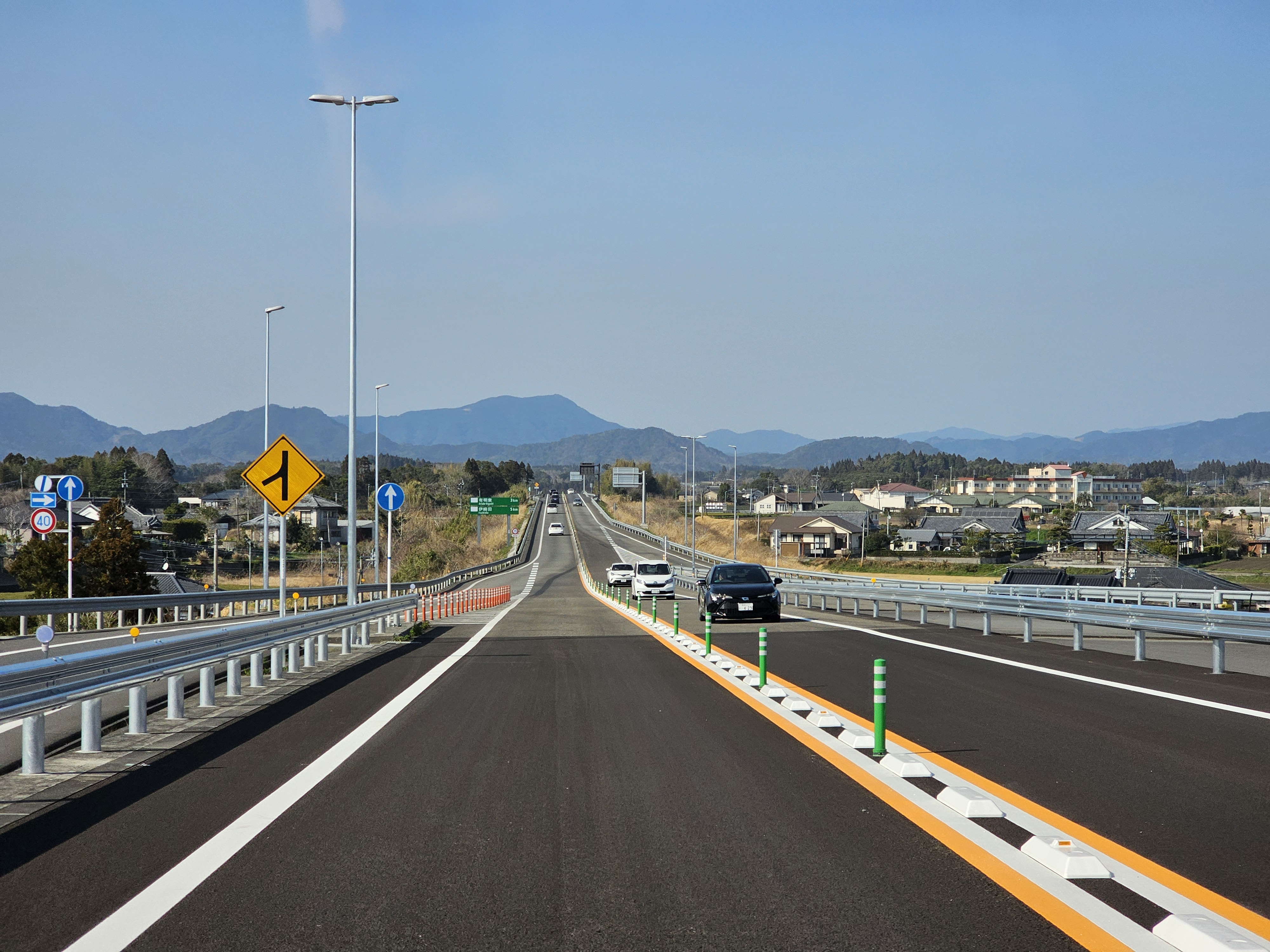
志布志IC付近（鹿児島県志布志市）

都城志布志道路（みやこのじょうしぶしどうろ）は、宮崎県都城市の宮崎自動車道と接続する都城インターチェンジ (IC) から鹿児島県志布志市の志布志港（重要港湾・中核国際港湾）に至る総延長44 キロメートル (km) の地域高規格道路である。
中核国際港湾に指定され飼料輸入を主体とする志布志港と、日本国内有数の食糧供給基地である都城・曽於地域を結ぶ地域高規格道路である。1994年（平成6年）12月16日に計画路線に指定され、2013年度（平成25年度）までに全区間が事業化。2005年に最初の区間が開通し、2025年に全線開通した。
都城ICから五十町ICまでは国道10号のバイパスとして国土交通省が、その他の区間は宮崎県道・鹿児島県道のバイパスとして宮崎県・鹿児島県がそれぞれ整備した。都城IC - 高木IC間および志布志IC - 志布志港の一部を除き、自動車専用道路で整備される。
都城インターチェンジ - 志布志港間の所要時間は整備前は約70分であったが、全線開通後は約38分で結ぶ。かつての国鉄志布志線と近接したルートで計画された道路である。

## 歴史

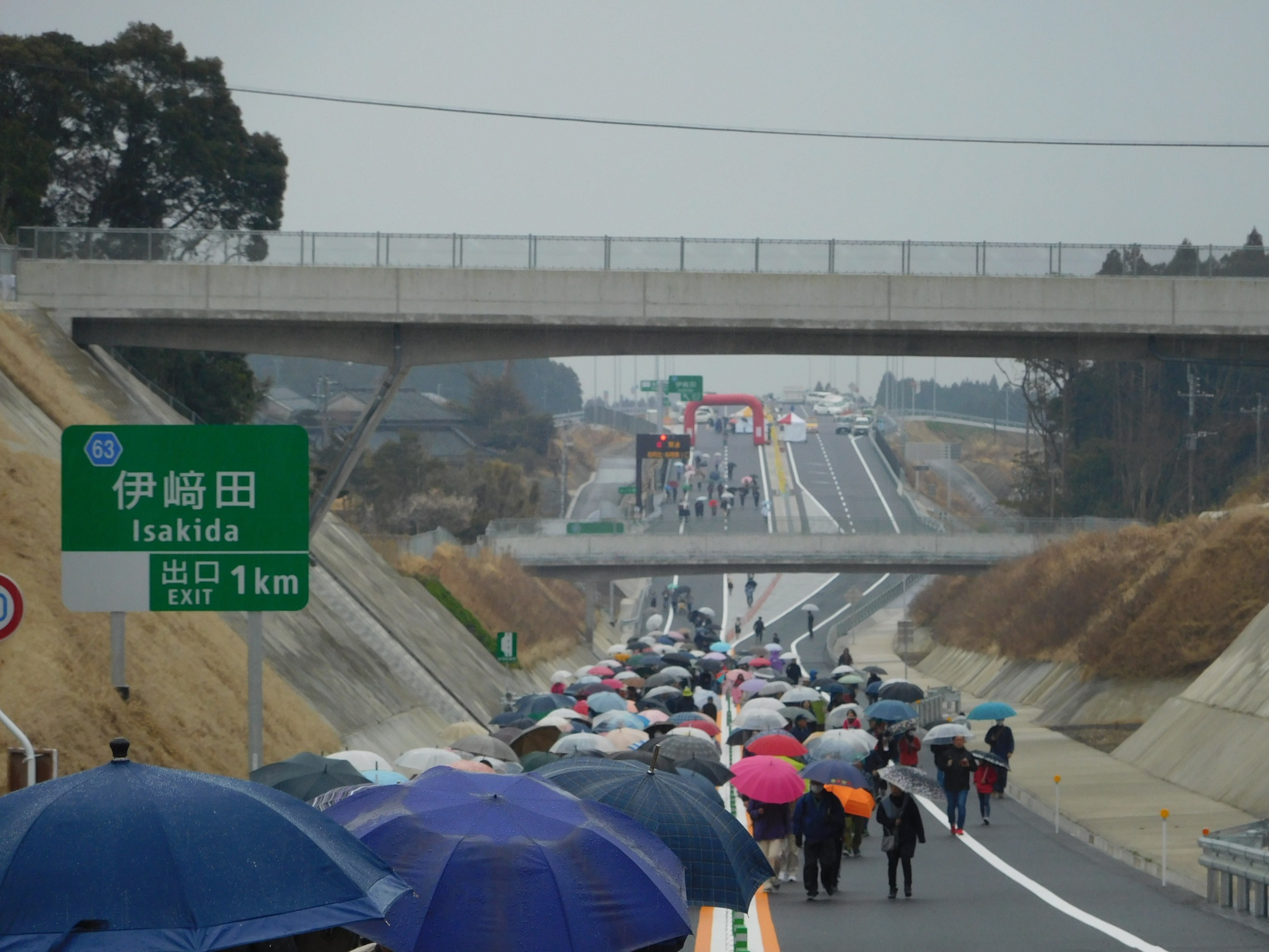
有明北IC - 有明東IC間開通記念ウォーキング大会の様子（2018年3月3日）

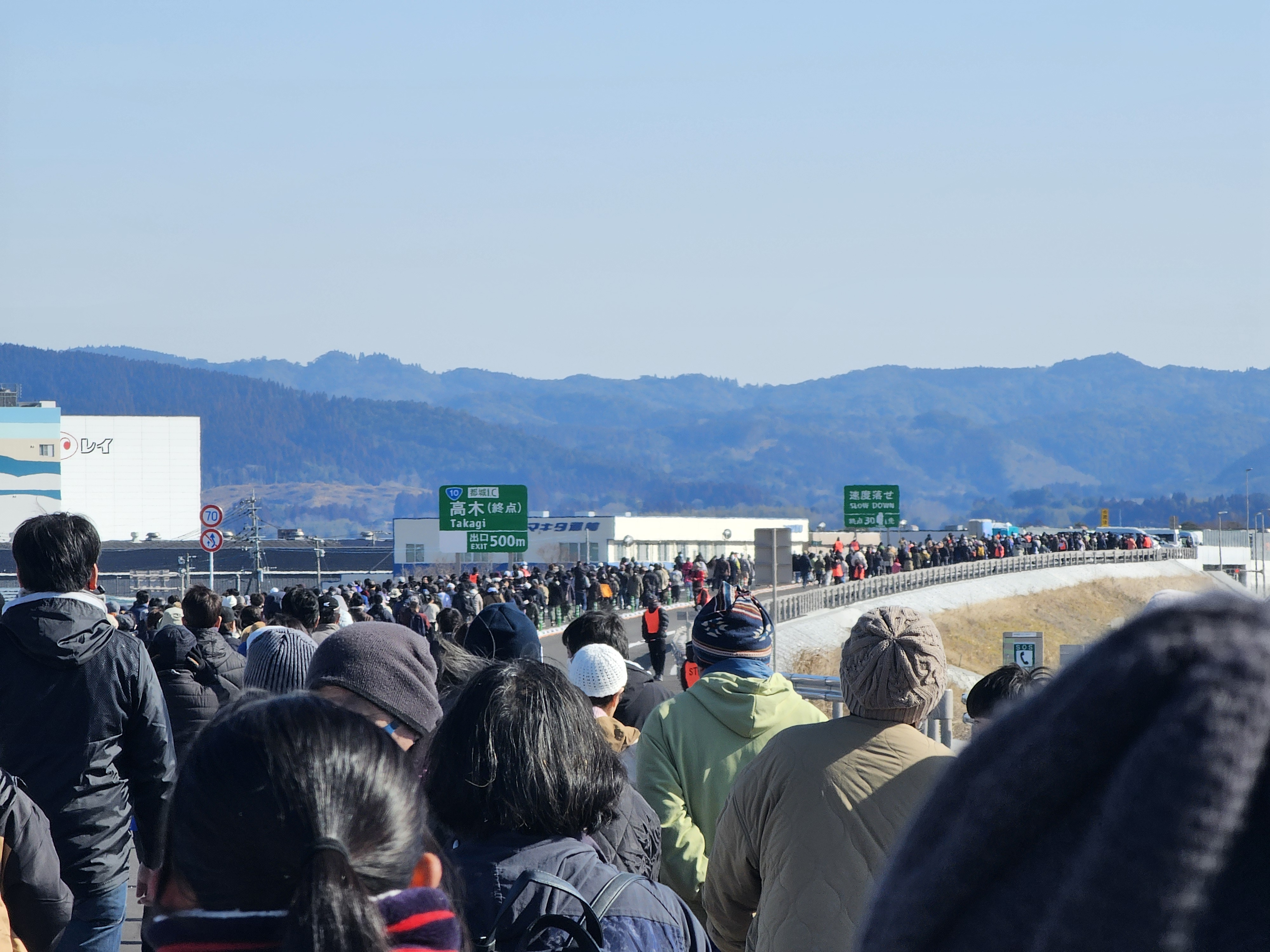
都城IC - 乙房IC間開通記念ウォーキング大会の様子（2025年2月9日）

- 1994年（平成6年）12月16日 : 計画路線指定
- 2005年（平成17年）2月17日 : 末吉IC - 松山IC間開通[4]
- 2008年（平成20年）2月15日 : 松山IC - 有明北IC間開通[5]。
- 2011年（平成23年）4月19日 : 五十町IC - 梅北IC間開通[6]。
- 2012年（平成24年）3月24日 : 平塚IC - 五十町IC間開通[7]。
- 2013年（平成25年）度 : 諏訪山IC（仮称） - 宮崎・鹿児島県境 - 末吉IC間事業化[8]。
- 2018年（平成30年）
  - 2月3日 : 梅北IC - 金御岳IC間開通[9][10]。
  - 3月4日 : 有明北IC - 有明東IC間開通[11]。
- 2019年（平成31年）
  - 3月17日 : 横市IC - 平塚IC間開通[12]。
  - 3月27日 : 志布志市道 - 志布志港臨港道路間（国道220号跨道橋）、都城方面の片側のみ開通[13]。
- 2021年（令和3年）
  - 2月27日 : 有明東IC - 志布志IC間開通[14]。
  - 3月28日 : 金御岳IC - 末吉IC間開通。この時点で開通済みの区間（横市IC - 志布志IC間）全線の直通利用が可能となる[15][16][17]。
- 2022年（令和4年）3月12日 : 乙房IC - 横市IC間開通[18]。
- 2025年（令和7年）
  - 2月15日 : 都城IC - 乙房IC間開通[19][20][3][21]。
  - 3月23日 : 志布志IC - 志布志港間開通[22]。全線開通[1][23]。

## インターチェンジなど
- IC番号欄の背景色が■である部分については道路が供用開始済みの区間を示している。また、施設名欄の背景色が■である部分は施設が供用開始されていない、または完成していないことを示す。
- 英略字は右記に記載。IC : インターチェンジ

- 都城IC - 五十町IC : 国道10号 都城道路（I期・II期）
- 五十町IC - 梅北IC : 宮崎県道12号都城東環状線 都城東環状線
- 梅北IC - 金御岳IC : 宮崎県道109号飯野松山都城線 梅北工区
- 金御岳IC - 宮崎・鹿児島県境 : 宮崎県道109号飯野松山都城線 金御岳工区
- 宮崎・鹿児島県境 - 末吉IC : 鹿児島県道109号飯野松山都城線 末吉道路
- 末吉IC - 有明北IC : 鹿児島県道109号飯野松山都城線 末吉松山有明道路
- 有明北IC - 有明東IC : 鹿児島県道63号志布志福山線 有明道路
- 有明東IC - 志布志IC : 鹿児島県道63号志布志福山線 有明志布志道路
- 志布志IC - 志布志港IC : 鹿児島県道63号志布志福山線 志布志道路

| IC 番号              | 施設名               | 接続路線名                                                            | 起点から の距離      | 備考                          | 所在地               | 所在地               |                      |                      |
| 国道10号（宮崎方面） | 国道10号（宮崎方面） | 国道10号（宮崎方面）                                                  | 国道10号（宮崎方面） | 国道10号（宮崎方面）          | 国道10号（宮崎方面） | 国道10号（宮崎方面） | 国道10号（宮崎方面） | 国道10号（宮崎方面） |
| -------------------- | -------------------- | --------------------------------------------------------------------- | -------------------- | ----------------------------- | -------------------- | -------------------- | -------------------- | -------------------- |
| 3                    | 都城IC               | E10 宮崎自動車道                                                      | 0.0                  |                               | 宮崎県               | 都城市               |                      |                      |
|                      | 高木IC               | 国道10号（現道）                                                      | 0.9                  | 都城IC方面出入口              | 宮崎県               | 都城市               |                      |                      |
|                      | おきみずIC           | 市道 山野原前目線（都市計画道路 旭通線）                              | 1.8                  | 志布志方面出入口 仮称は都北IC | 宮崎県               | 都城市               |                      |                      |
|                      | 乙房IC               | 県道45号御池都城線                                                    | 5.7                  |                               | 宮崎県               | 都城市               |                      |                      |
|                      | 横市IC               | 市道 母智丘通線                                                       | 8.7                  | 仮称は南横市IC                | 宮崎県               | 都城市               |                      |                      |
|                      | 平塚IC               | 県道2号都城隼人線                                                     | 11.5                 |                               | 宮崎県               | 都城市               |                      |                      |
|                      | 五十町IC             | 国道10号（現道）                                                      | 13.4                 |                               | 宮崎県               | 都城市               |                      |                      |
|                      | 今町IC               | 国道269号                                                             | 14.9                 |                               | 宮崎県               | 都城市               |                      |                      |
|                      | 梅北IC               | 県道12号都城東環状線（現道）                                          | 16.5                 |                               | 宮崎県               | 都城市               |                      |                      |
|                      | 金御岳IC             | 県道109号飯野松山都城線（現道）                                       | 19.0                 |                               | 宮崎県               | 都城市               |                      |                      |
|                      | 末吉IC               | 県道71号垂水南之郷線                                                  | 24.8                 |                               | 鹿児島県             | 曽於市               |                      |                      |
|                      | 松山IC               | 県道110号塗木大隅線                                                   | 29.0                 |                               | 鹿児島県             | 志布志市             |                      |                      |
|                      | 有明北IC             | 県道63号志布志福山線 （現道）                                         | 33.1                 |                               | 鹿児島県             | 志布志市             |                      |                      |
|                      | 伊﨑田IC             |                                                                       | 35.3                 |                               | 鹿児島県             | 志布志市             |                      |                      |
|                      | 有明東IC             | 県道63号志布志福山線（現道） 県道522号尾野見伊崎田線                  | 37.4                 | 仮称は有明IC                  | 鹿児島県             | 志布志市             |                      |                      |
|                      | 志布志IC             | E78 東九州自動車道 県道63号志布志福山線（現道） 県道523号志布志有明線 | 41.0                 | 都城方面出入口                | 鹿児島県             | 志布志市             |                      |                      |
|                      | 志布志港             |                                                                       | 44.2                 |                               | 鹿児島県             | 志布志市             |                      |                      |
| 志布志港臨港道路     |                      |                                                                       |                      |                               |                      |                      |                      |                      |

## 整備路線名

### 都城道路
宮崎県都城市高木町の都城ICから同市五十町の五十町ICまでを結ぶ国道10号のバイパス道路である。都城志布志道路の一部を構成する。新設区間の全線が自動車専用道路として建設されるが、都城IC付近の約500 mは既存の国道10号（一般道）をそのまま活用している。2012年より順次開通し2025年2月15日に暫定2車線で全線開通した。
- 起点 : 宮崎県都城市高木町
- 終点 : 宮崎県都城市五十町
- 総延長 : 13.4 km[24]
- 規格 : 第1種第3級[24]
- 道路幅員 : 20.5 m[24]
- 車線数 : 暫定2車線（完成4車線）[24]
- 車線幅員 : 3.5 m
- 設計速度 : 80 km/h[24]（暫定供用時は70 km/h）

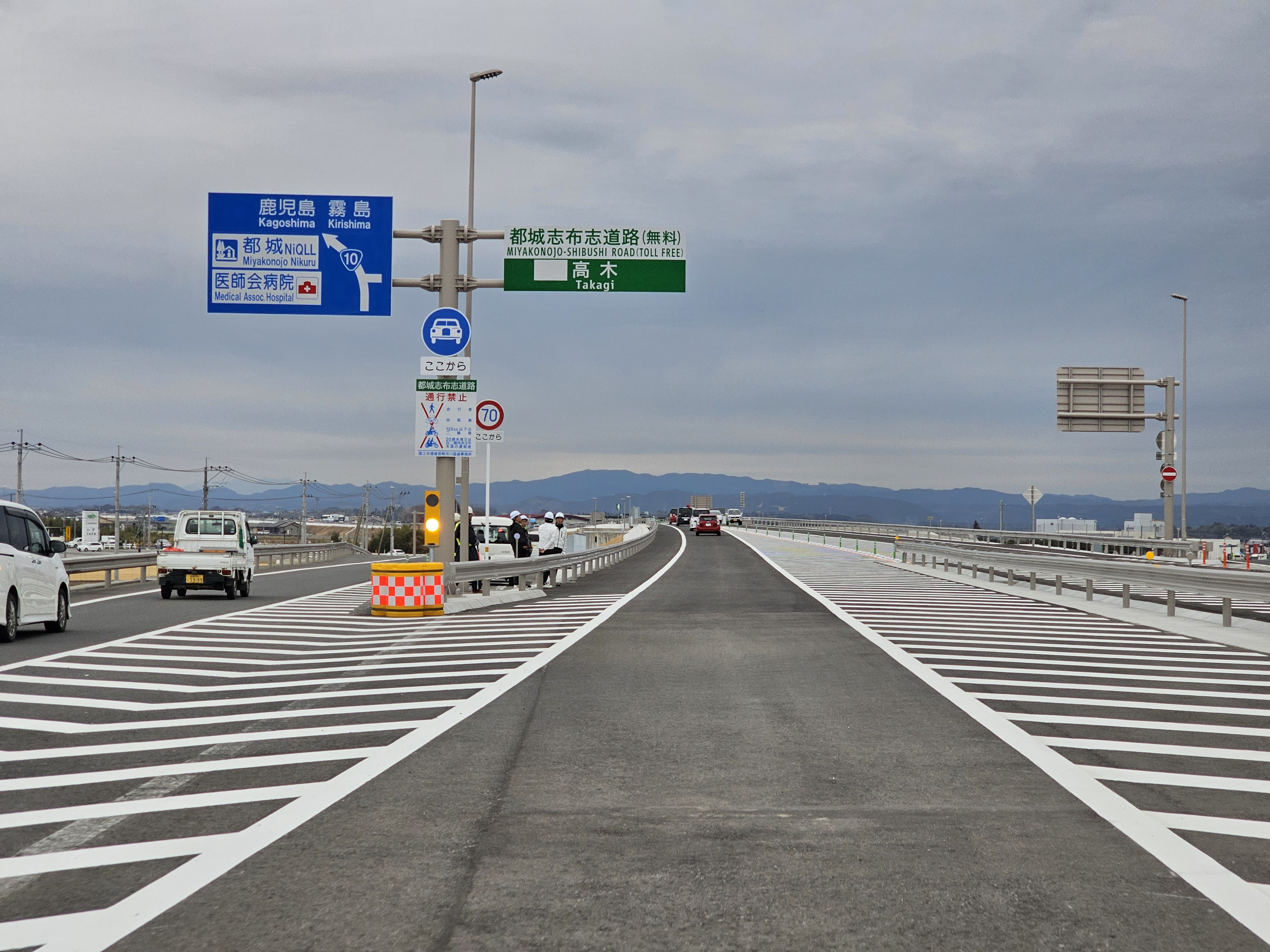
高木IC付近
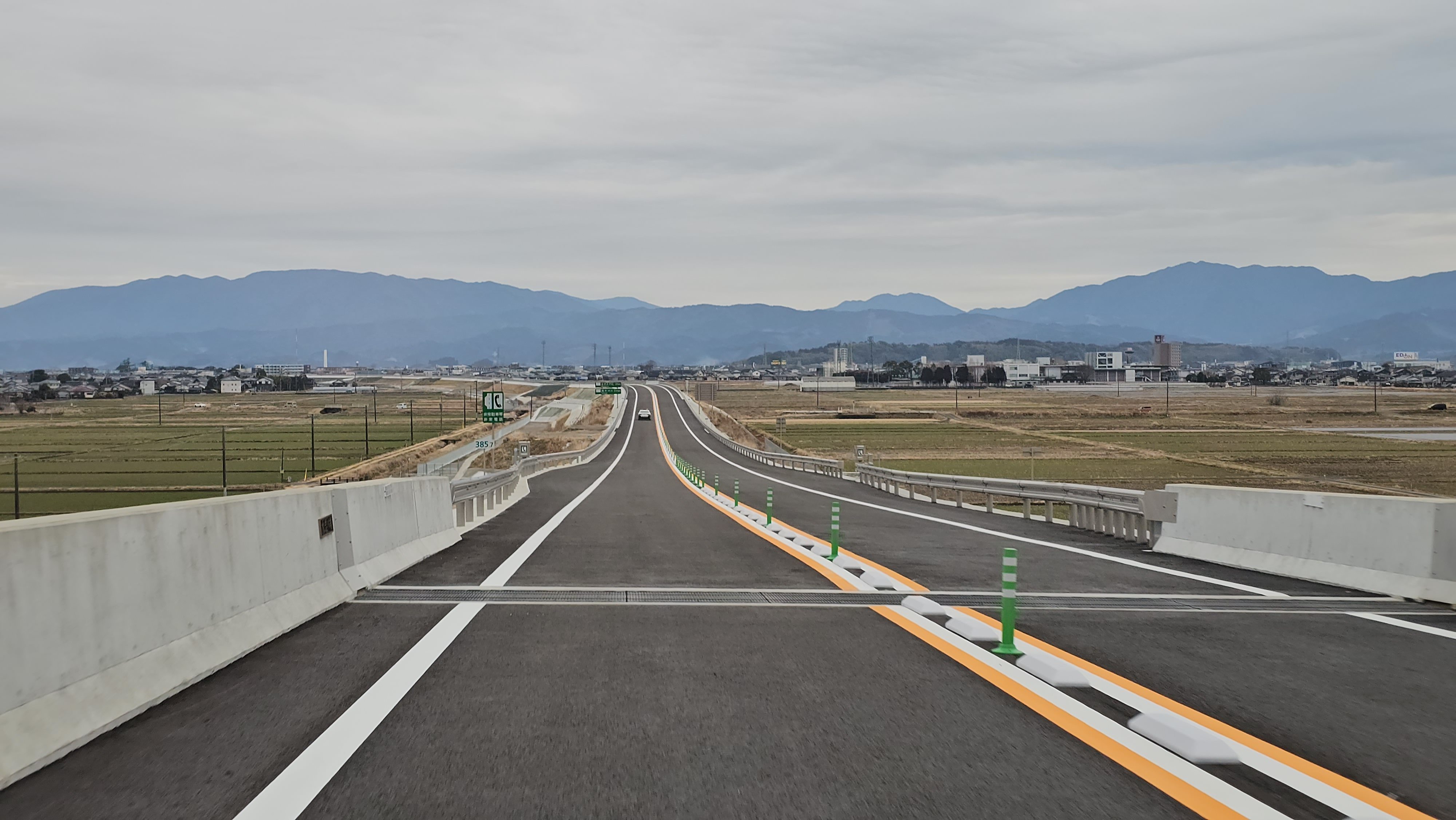
おきみずIC - 乙房IC間
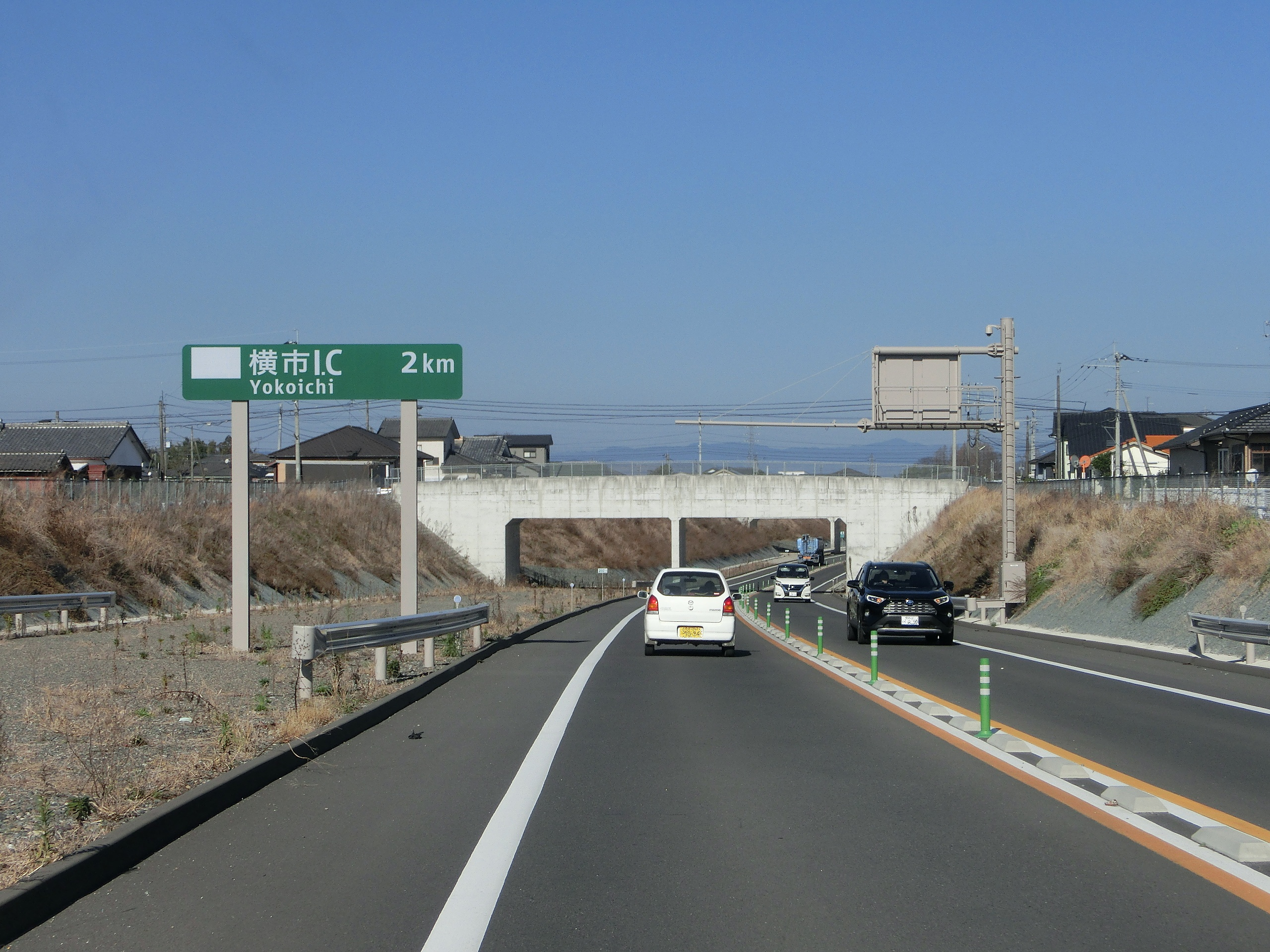
横市IC - 平塚IC間
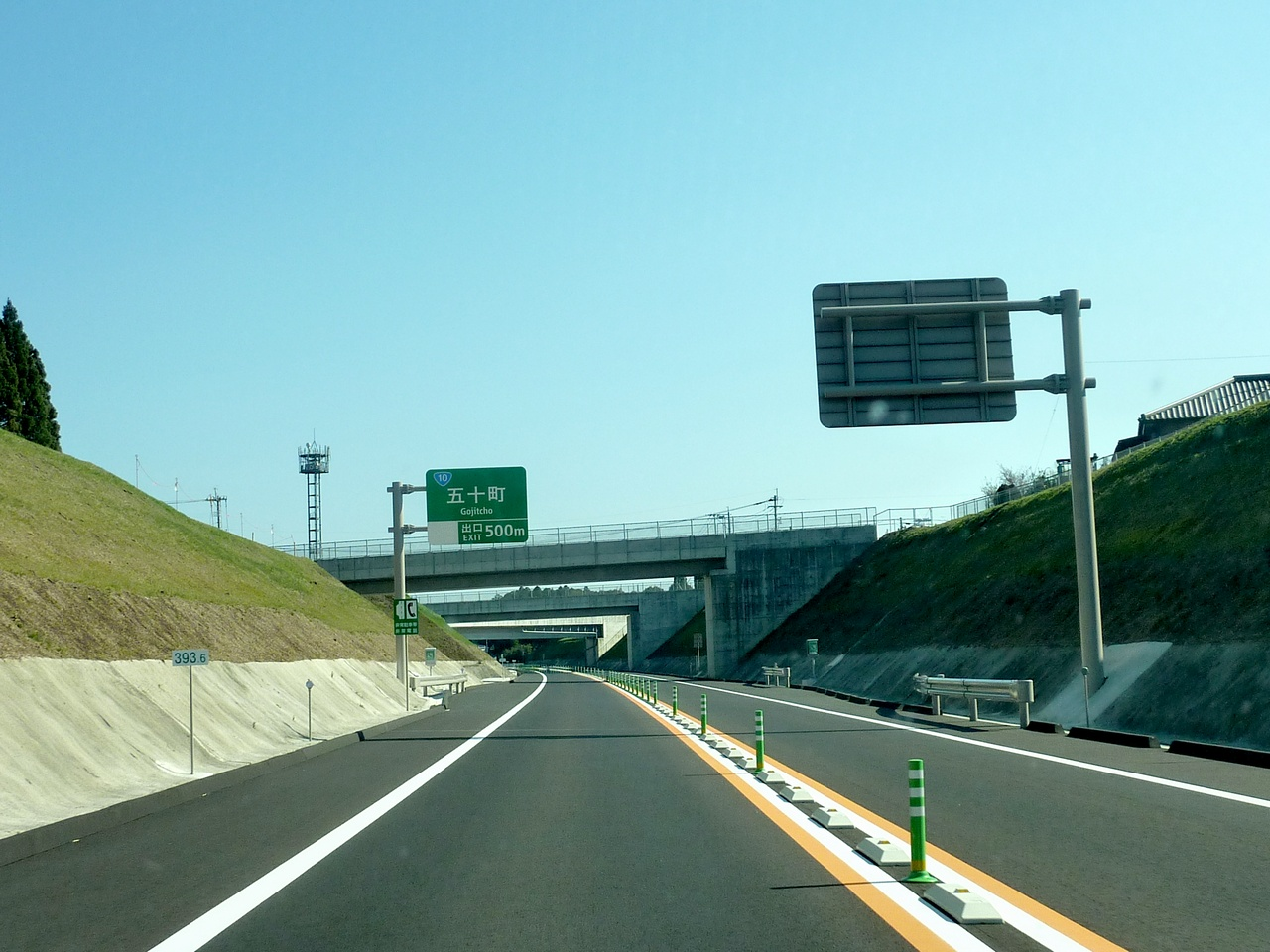
平塚IC - 五十町IC間

### 都城東環状線

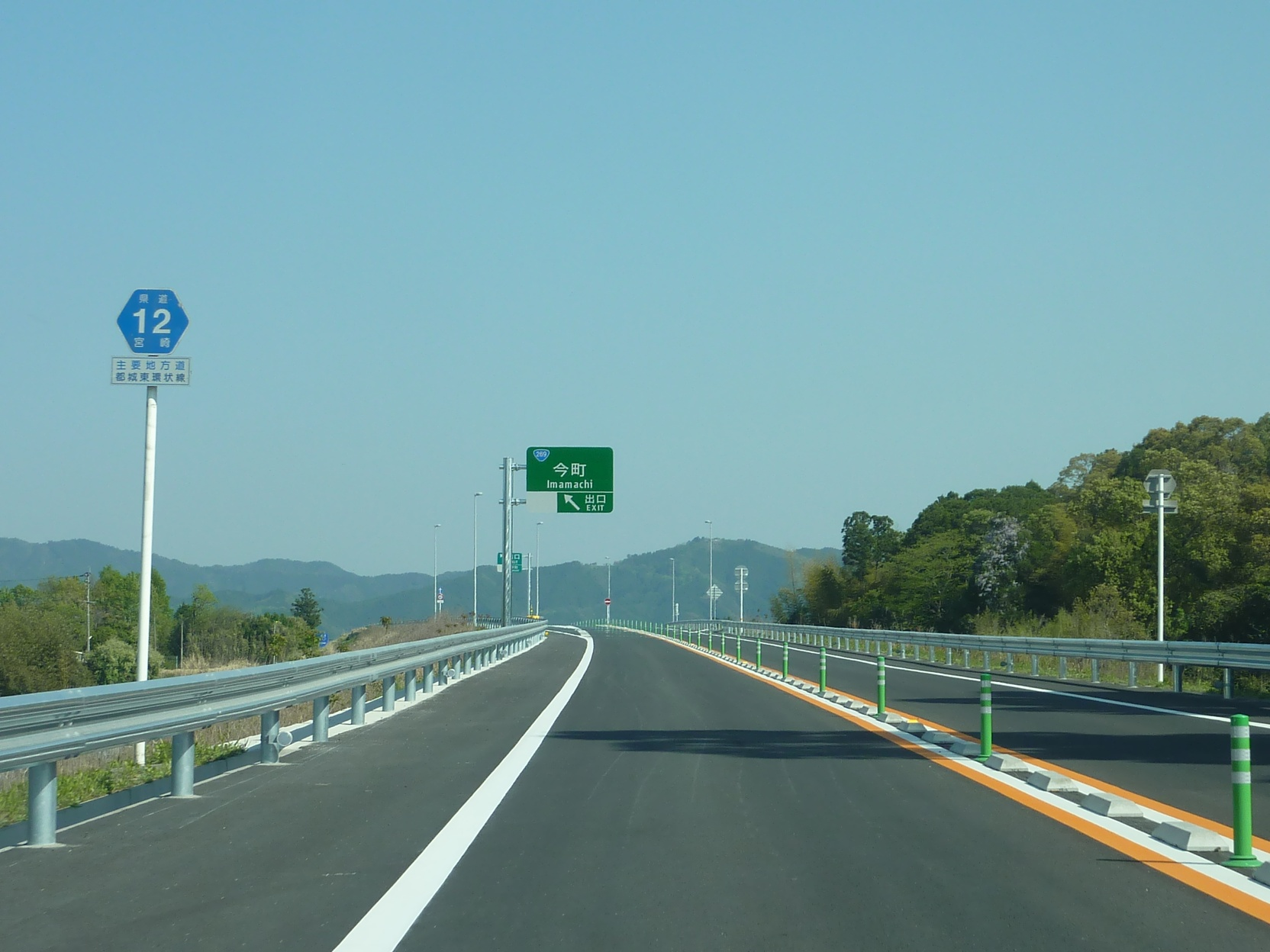
今町IC付近（都城市、都城東環状線）

宮崎県都城市五十町から同市梅北町までを結ぶ宮崎県道12号都城東環状線のバイパス道路である。都城志布志道路の一部を構成する。2012年現在で五十町ICから梅北ICまでの全線が開通している。
- 構造 : 第1種第3級
- 設計速度 : 60 km/h（当初予定の80 km/hより変更）
- 車線数 : 4車線（暫定2車線）

### 梅北工区
宮崎県都城市梅北町の梅北ICから金御岳ICまでに至る宮崎県道109号飯野松山都城線のバイパス道路である。都城志布志道路の一部を構成する。梅北IC - 金御岳IC間（2.5 km）は2010年4月に事業着手し、2018年2月3日に開通した。
- 構造 : 第1種第3級[33]
- 設計速度 : 80 km/h[33]
- 車線数 : 完成2車線[33]

### 金御岳工区
宮崎県都城市梅北町の金御岳IC（仮称は諏訪山IC）から宮崎県と鹿児島県の県境までに至る宮崎県道109号飯野松山都城線のバイパス道路である。全長2.9 km。都城志布志道路の一部を構成する。2021年3月28日に開通した。開通後の一般道区間は、2023年10月2日に県道109号の指定を外れている。
- 構造 : 第1種第3級[33]
- 設計速度 : 80 km/h[33]
- 車線数 : 完成2車線[33]

### 末吉道路
宮崎県と鹿児島県の県境から鹿児島県曽於市末吉町南之郷の末吉ICに至る鹿児島県道109号飯野松山都城線のバイパス道路である。都城志布志道路の一部を構成する。2021年3月28日に開通した。開通後の一般道区間は、2022年3月29日に県道109号の指定を外れている。
- 構造 : 第1種第3級[33]
- 道路幅員：12 m（完成2車線）[33][37]

### 末吉松山有明道路

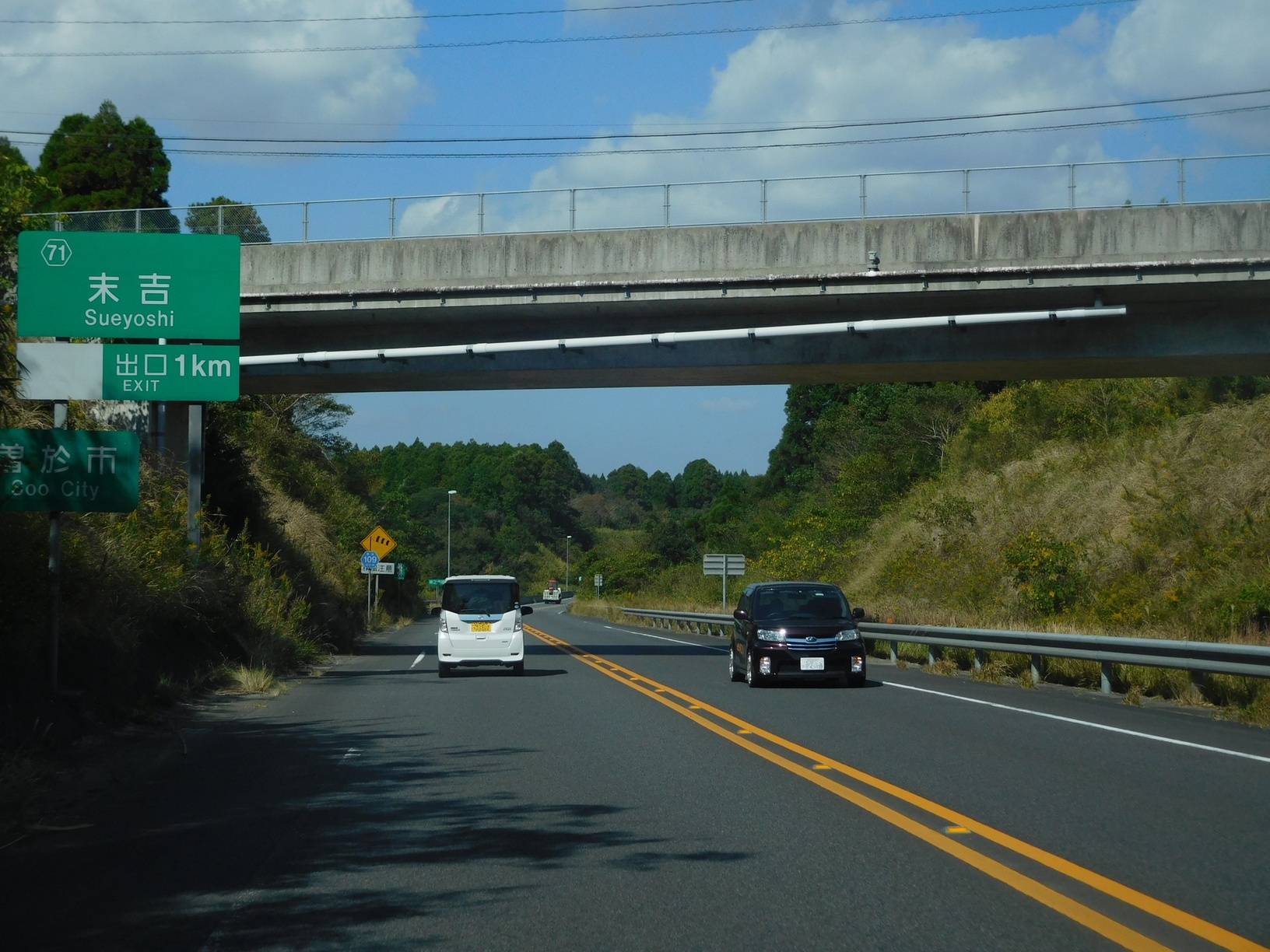
末吉IC - 松山IC間（鹿児島県曽於市・志布志市境、末吉松山有明道路）

鹿児島県曽於市末吉町南之郷から同県志布志市有明町伊﨑田に至る鹿児島県道109号飯野松山都城線のバイパス道路である。都城志布志道路の一部を構成する。末吉ICから有明北ICまで全線が開通済みである。
2005年（平成17年）2月18日末吉ICから松山ICまでの区間（4.2 km）が暫定2車線で開通した。また、2008年（平成20年）2月15日に松山ICから有明北ICまでの区間（約4 km）も暫定2車線で開通した。
- 構造：第1種第3級
- 設計速度：80 km/h
- 車線数：4車線（暫定2車線）

### 有明道路

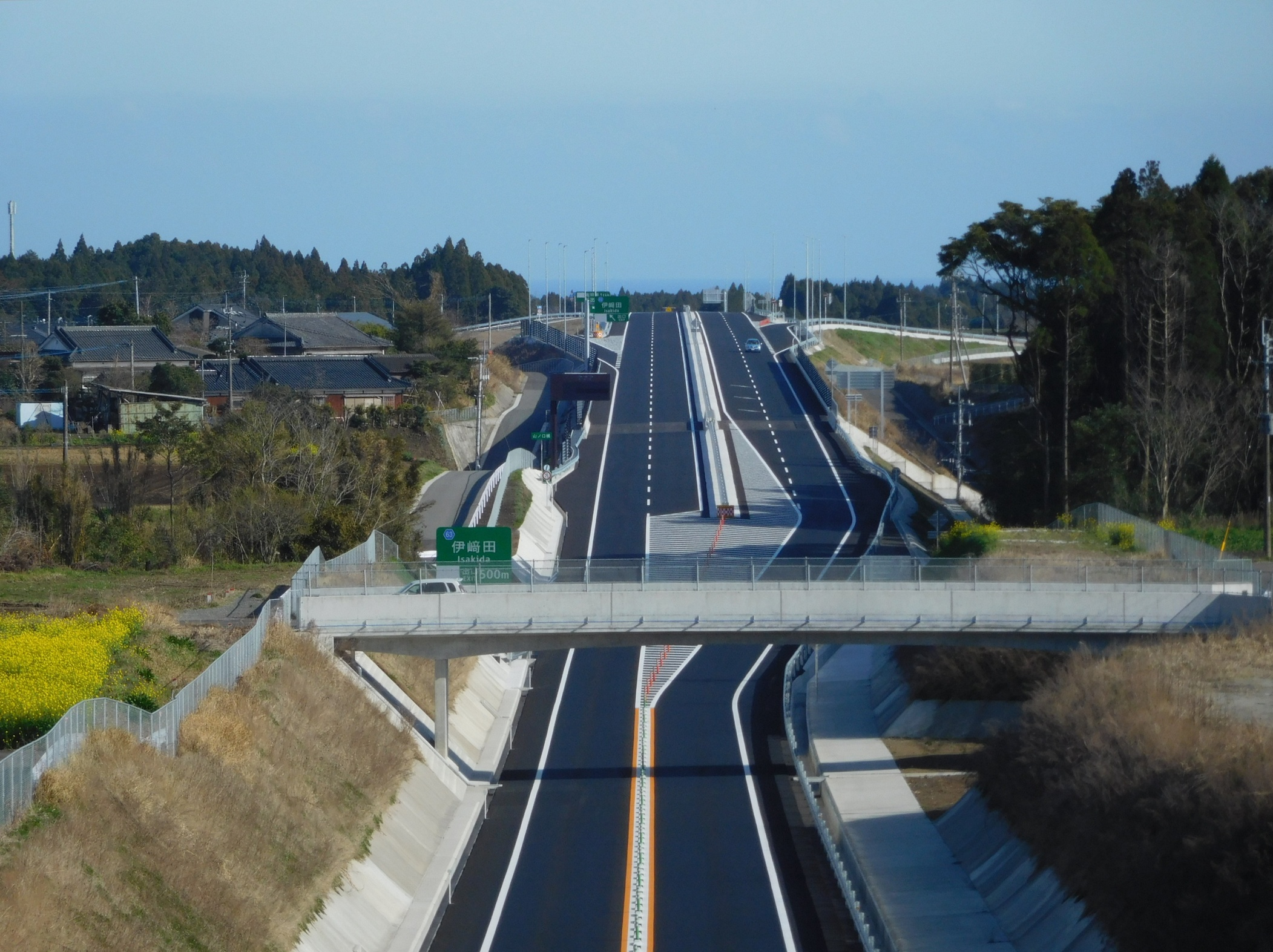
有明北IC - 伊﨑田IC間（志布志市、有明道路）

鹿児島県志布志市有明町伊﨑田にある鹿児島県道63号志布志福山線のバイパス道路である。都城志布志道路の一部を構成する。有明北ICから有明東ICまでの全線（4.3 km）が2018年3月4日に暫定2車線で開通。事業費は約120億円である。

### 有明志布志道路

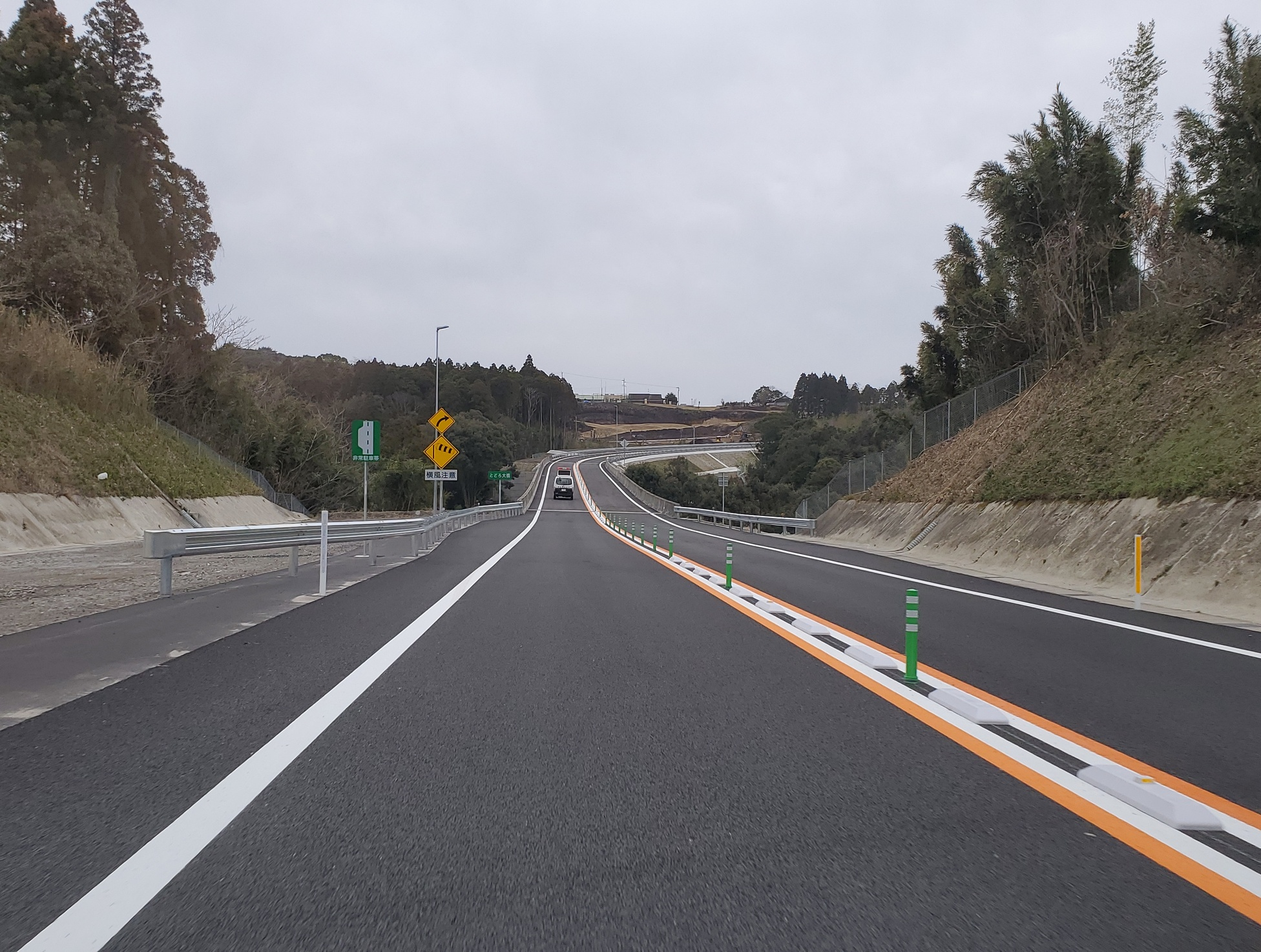
有明東IC - 志布志IC間（志布志市、有明志布志道路）

鹿児島県志布志市有明町伊﨑田の有明東ICから同市志布志町安楽の志布志ICに至る鹿児島県道63号志布志福山線のバイパス道路である。都城志布志道路の一部を構成する。2008年度に着工し、2021年2月27日に開通。事業費は93億円である。
- 延長：3.6 km[38]
- 構造：第1種第3級[38]
- 道路幅員：10.5 m（暫定2車線）[38]

### 志布志道路
鹿児島県志布志市志布志町安楽の志布志ICから志布志港に至る鹿児島県道63号志布志福山線のバイパス道路である。都城志布志道路の一部を構成する。2011年度に事業化、4車線道路として整備される。
志布志ICに直結するかたちで高架区間となる1号橋および2号橋（町原大橋）を、志布志港側についても高架区間の3号橋（中宮大橋）および国道220号跨道橋で整備、1号橋・2号橋と3号橋・国道220号跨道橋の間は既存の一般道路（志布志市道町原弓場ヶ尾線）を拡幅するかたちで整備される。志布志港臨港道路との境界は国道220号跨道橋となる。志布志IC寄りの1.2 キロメートル（1号橋および2号橋）は自動車専用道路で、志布志港寄りの2 キロメートルは一般道路である。
町原大橋と中宮大橋に設置された橋名板は地元高校（鹿児島県立志布志高等学校、尚志館高等学校）の書道部による揮毫である。橋名板では両橋は市道町原弓場ヶ尾線の一部と扱われている。
2019年（平成31年）3月27日に国道220号跨道橋のうち都城方面行のみ（0.3 km）が暫定開通し、2025年3月23日に拡幅区間を含む全線が開通した。
- 延長：3.2 km
- 構造：第3種第2級
- 設計速度：60 km/h

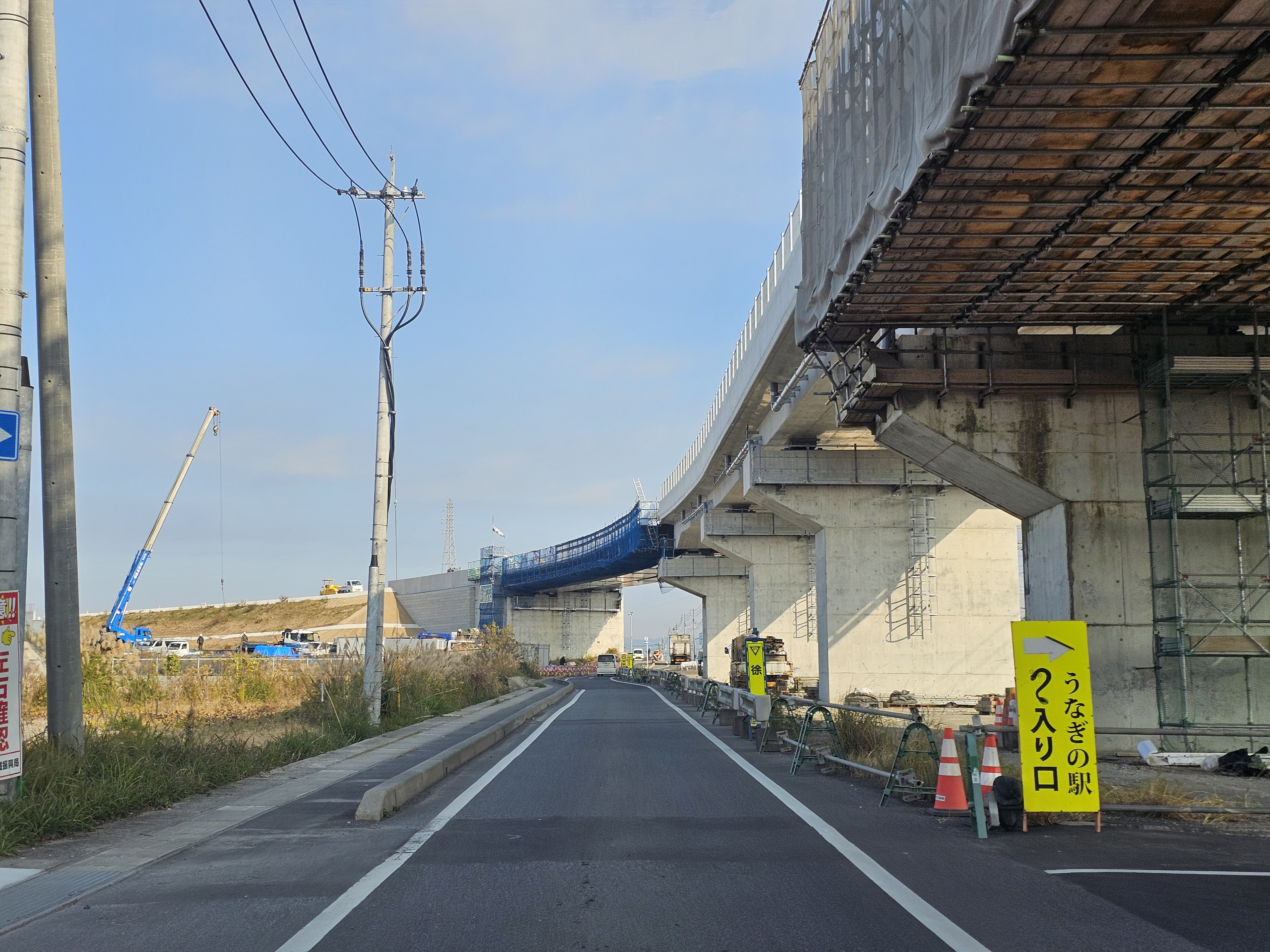
町原大橋（開通前）
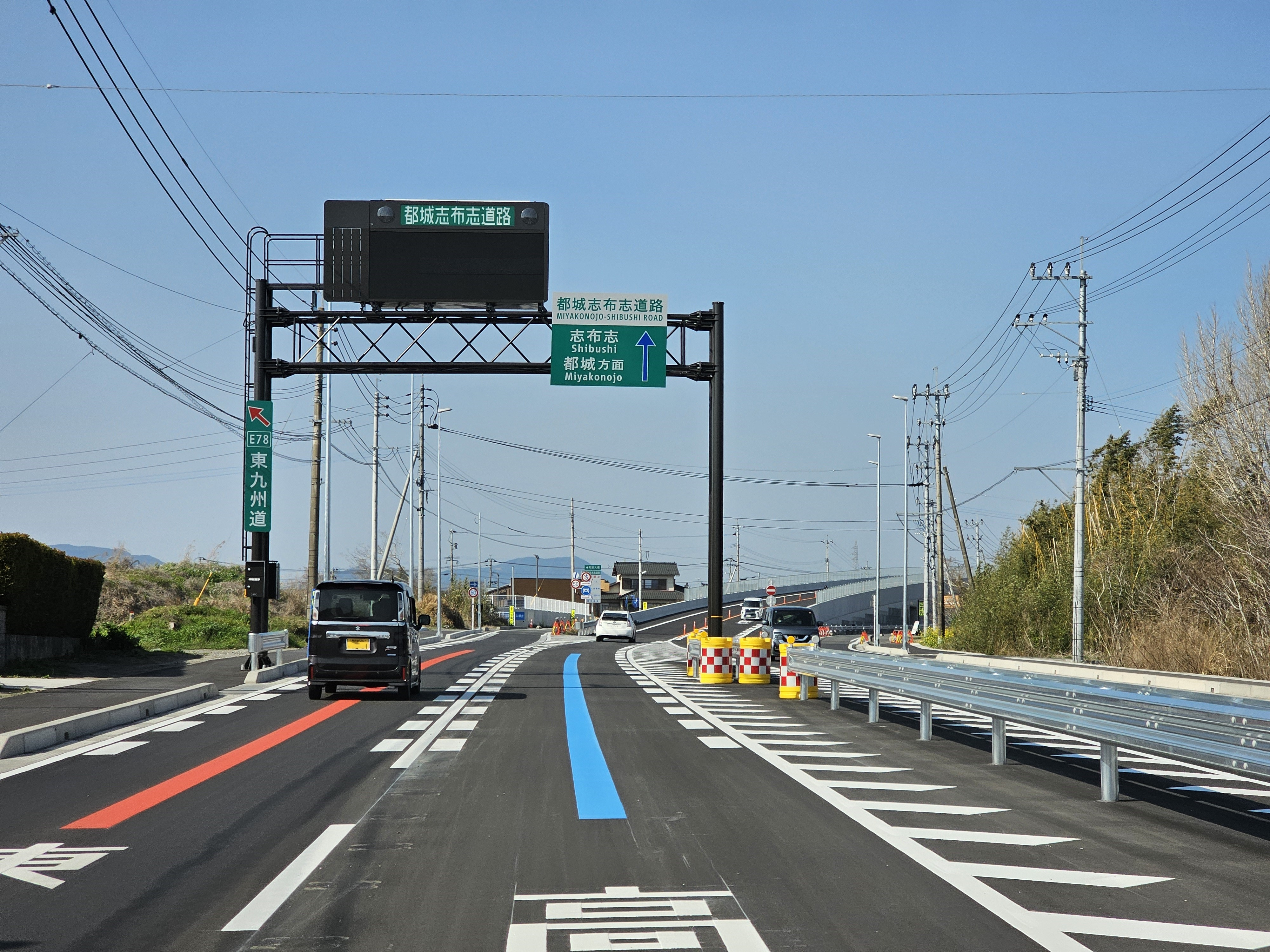
町原大橋南詰付近
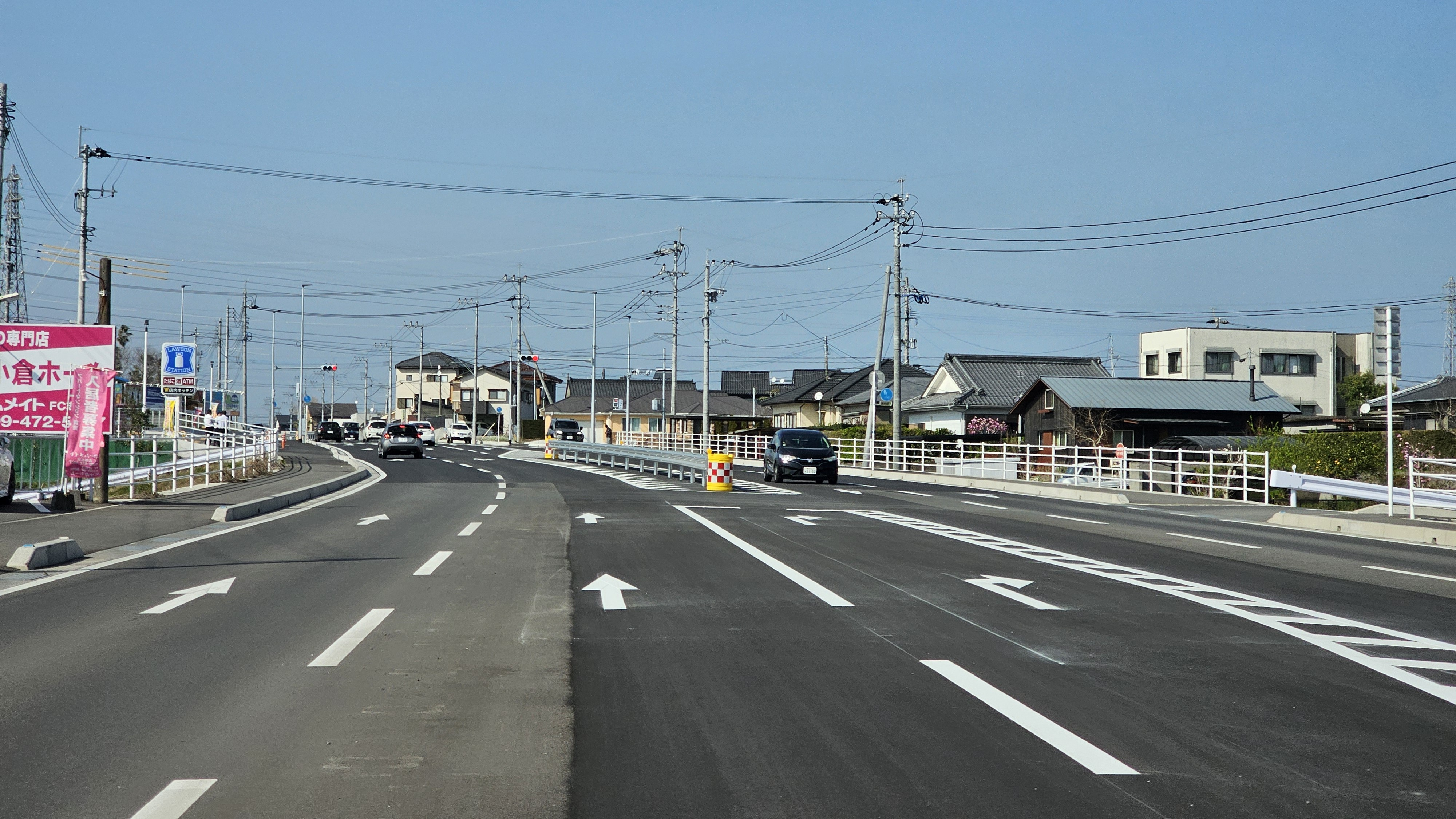
大隅グリーンロード入口交差点付近（都城方面）
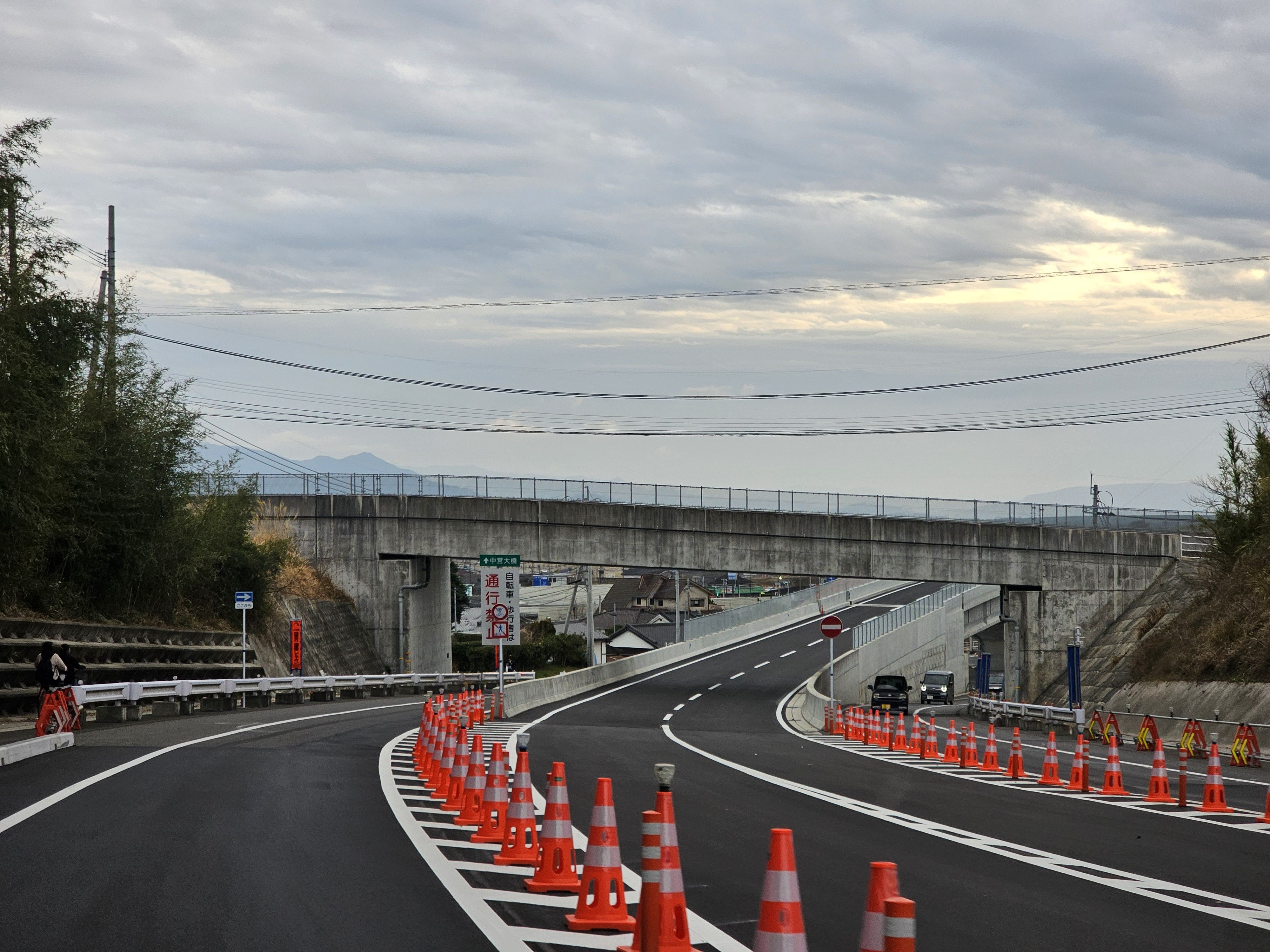
中宮大橋北詰付近（開通前）

## 車線・最高速度・料金
| 区間              | 車線 上下線=上り線+下り線 | 最高速度 | 有料/無料 |
| ----------------- | ------------------------- | -------- | --------- |
| 都城IC - 今町IC   | 2=1+1 （暫定2車線）       | 70 km/h  | 無料      |
| 今町IC - 梅北IC   | 4=2+2                     | 70 km/h  | 無料      |
| 梅北IC - 末吉IC   | 2=1+1 （完成2車線）       | 70 km/h  | 無料      |
| 末吉IC - 志布志IC | 2=1+1 （暫定2車線）       | 70 km/h  | 無料      |

## 通過する自治体
- 宮崎県
  - 都城市 -
- 鹿児島県
  - 曽於市 - 志布志市